# Scaptodrosophila jackeyi
Scaptodrosophila jackeyi är en tvåvingeart som först beskrevs av Bock 1982.  Scaptodrosophila jackeyi ingår i släktet Scaptodrosophila och familjen daggflugor. Inga underarter finns listade i Catalogue of Life.